# 大王崎

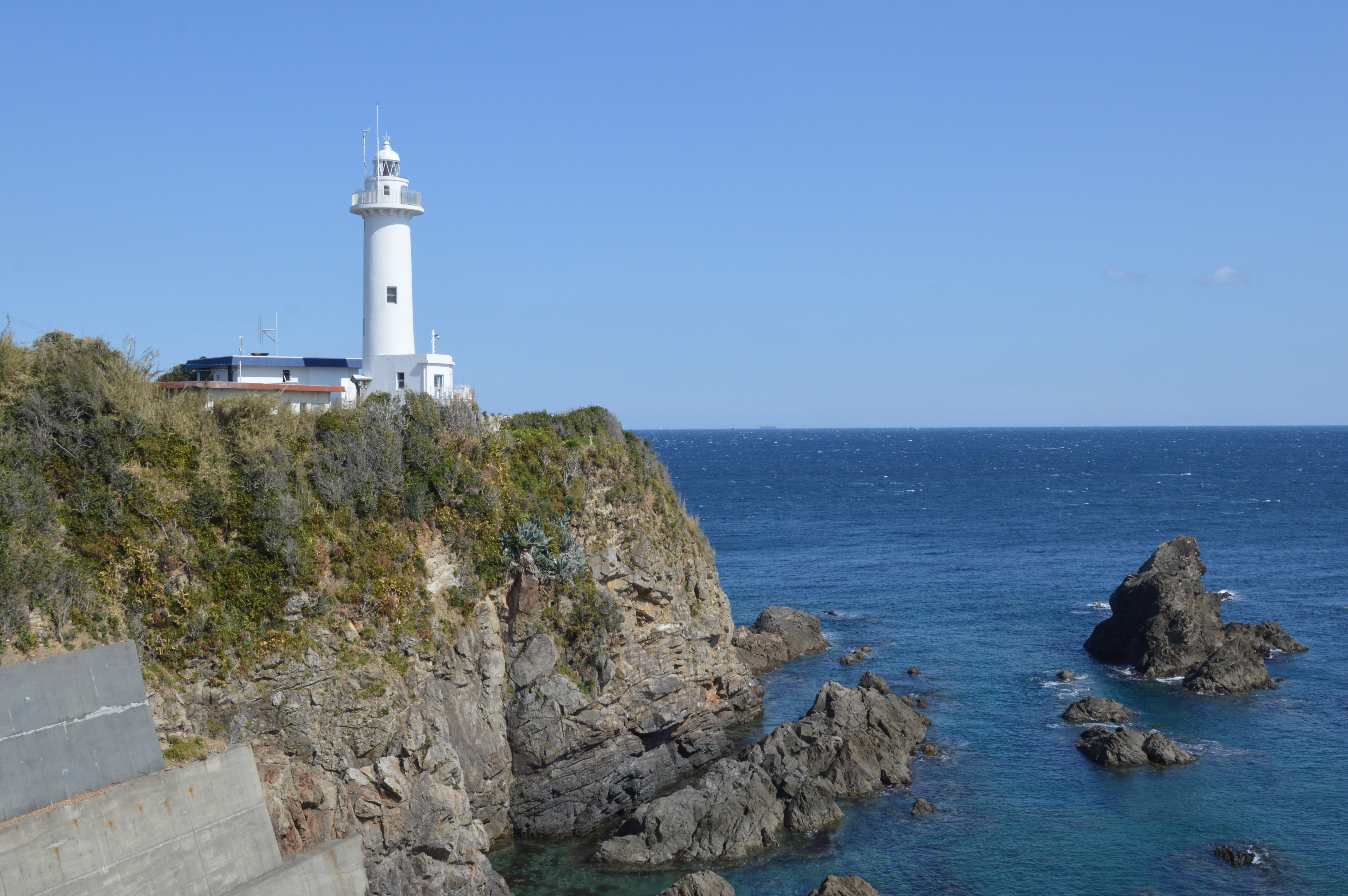
大王崎と大王埼灯台

大王崎（だいおうざき）は、三重県志摩市大王町波切（なきり）にある、太平洋の熊野灘と遠州灘を分ける岬である。

## 概要
1927年（昭和2年）に作られた大王埼灯台のある城山から、波切神社のある宮山までを指す。岬の付近に大王崎古墳があったが、消滅した。
暗礁・岩礁が多く、「伊勢の神崎、国崎の鎧、波切大王なけりゃよい」と唄われたほどの航海の難所で、遭難する船が多く、天保2年（1832年）には積荷を横領するための偽装難破事件（波切騒動）も起きている。この事件では難破を偽装した船頭のほか、取り調べに来た役人を死亡させてしまった住民らが処刑された。役人の殺害に関しては、要求された賄賂を支払ったにもかかわらず便宜をはからなかった怨恨によるとする説と、泥棒と誤認して取り押さえた結果の過失致死とする説がある。高野澄『伊勢神宮の謎』や『大王町史』では後者の説を支持しており、また吉村昭の『朱の丸御用船』も後者を史実とした上で小説化したものである。
大王埼灯台は「波切の灯台」とも通称され、2006年の時点で日本に14ある参観灯台の1つであり、波切の重要な観光資源となっている。1998年（平成10年）に日本の灯台50選に選ばれた。
明治期から千種掃雲、小野竹喬など多くの画家が訪れ筆を取った。昭和以降は灯台のある風景などを好む画家が多く訪れたことから、1996年（平成8年）に当時の志摩郡大王町は「絵かきの町」を宣言した。
小説では川口松太郎の『女人武蔵』、田山花袋の『南船北馬』の舞台となった。1912年（明治45年／大正元年）には民俗学者折口信夫が訪れマレビト説の着想を得た。また1950年代から2007年末までに、小津安二郎監督の『浮草』など数本の映画が撮影された。
南北朝時代から室町時代に九鬼氏5代の居城となった波切城跡が城山にあり、ここを戦国大名の九鬼嘉隆誕生の地とする説がある。

## イベント
ゴールデンウィークに「かつお祭り」が大王崎観光駐車場にて開催される。2013年（平成25年）は5月5日の11時から15時にカツオを使った郷土料理（手こね寿司・かつお茶漬けなど）の振る舞いや、木製のカツオを釣り上げるゲームが開催された。